# Via Sacra (Wienerwald)

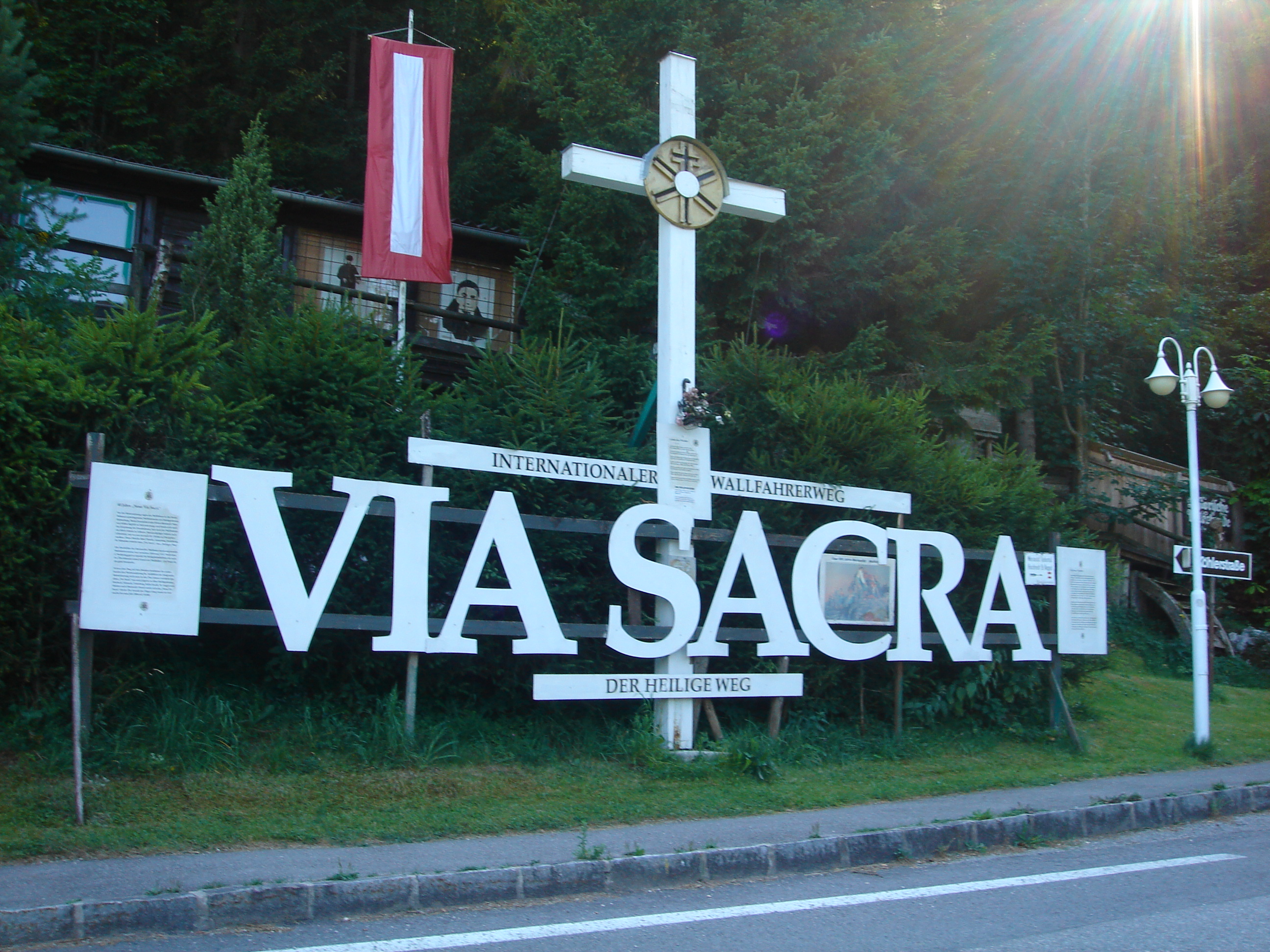
Station der Via Sacra bei der Kalten Kuchl im Wienerwald (2007)

Als Via Sacra (lateinisch für „Heilige Straße“) wird im Allgemeinen der jahrhundertealte Pilgerweg bezeichnet, der von Wien durch den Wienerwald in den Marienwallfahrtsort Mariazell führt. Der eigentliche Beginn der Strecke liegt in Mödling. Teilweise ist die Strecke identisch mit jener des Wiener Wallfahrerweg 06, der von Perchtoldsdorf ebenfalls nach Mariazell führt.
Im 20. Jahrhundert kam es zu einer Wiederbelebung der alten Wallfahrer-Tradition. Da die Traditionsroute durch das Gölsen- und Traisental infolge der Verkehrsbelastung nicht mehr für Fußpilger begehbar war, schufen die alpinen Vereine eine voralpine Route über Hocheck, Kieneck und Unterberg. Mehrere Varianten wurden und werden von kirchlichen Gruppen aus Wien, dem Burgenland und Niederösterreich traditionell begangen.
In den letzten Jahren wird von den Gemeinden des Gölsen- und Traisentales als auch von Touristikern des Mostviertels eine Wiederbelebung der alten Via Sacra angestrebt. Deshalb unterscheiden jene in eine „Via Sacra“ (alte Via Sacra durch das Traisen-/Gölsental) und einen „Wiener Wallfahrerweg“ (Via Sacra des 20. Jhdts.). Beide Routen wurden 2007 neu beschildert. Was bleibt, ist die Tatsache, dass die Route durch das Gölsen- und Traisental straßennahe (teils auf Radwegen) und touristisch weniger interessant ist, als jene durch die Voralpen. Der Via-Sacra-Abschnitt Türnitz–Annaberg ist weiterhin (Stand Sommer 2007) nur über die verkehrsreiche Bundesstraße begehbar, so dass hier Alternativrouten durch Falkenschlucht oder über den Tirolerkogel denkbar sind. 
Auf der Strecke, die von Mödling über Gaaden, Heiligenkreuz, Mayerling und den Wallfahrtsort Hafnerberg zuerst in das obere Triestingtal und dann über den Gerichtsberg in das Gölsental und Traisental führt, findet man besonders viele Bildstöcke und Marterl. Diese Pilgerfahrten waren für diese Gegenden schon früher ein bedeutender Wirtschaftsfaktor. Viele Gasthäuser am Weg lebten von den Wallfahrern.
Die Region Mostviertel versucht mit der neu belebten Via Sacra, vom Pilgertrend zu profitieren. So werden in den Wienerwald-Gemeinden alljährlich Konzertzyklen durchgeführt.

## Ausstellungen
- Malerische Wallfahrt nach Mariazell in Aquarellen von Eduard Gurk. 26. Oktober 2014 – 22. März 2015. Landesmuseum Niederösterreich. Kuratiert von Wolfgang Krug. 1833 schuf Eduard Gurk als Auftragsarbeit für Kronprinz Ferdinand eine Serie von 40 Aquarellen mit Ansichten der landschaftlichen Schönheiten entlang des Wallfahrtsweges von Wien nach Mariazell.